# La buena boda
La buena boda (en francés Le beau mariage) es una película francesa escrita y dirigida por Éric Rohmer en 1982. Pertenece a la serie Comedias y proverbios.

## Sinopsis
La película comienza tras una cita de La Fontaine: “Quel esprit ne bat la campagne ? / Qui ne fait châteaux en Espagne ?” (“Qué alma no recorre los campos / quién no hace castillos en el aire”).
Sabine rompe bruscamente con su amante, un pintor casado y con dos hijos, y anuncia a todos que tiene la intención de casarse sin tener con quien. Su amiga Clarisse le presenta a un primo suyo, Edmond, un abogado de París sin compromiso por el que rápidamente se siente atraída, tomando la decisión unilateral de casarse con él. Pero Edmond, que acaba de salir de una relación turbulenta y está entregado por completo a su trabajo, no está dispuesto a casarse con nadie si no es él el primero en tomar la decisión de hacerlo. Todo queda, pues, en agua de borrajas.

## Reparto
| Actor            | Personaje | Actor             | Personaje     |
| ---------------- | --------- | ----------------- | ------------- |
| Béatrice Romand  | Sabine    | Virginia Thévenet | La novia      |
| André Dussollier | Edmond    | Pascal Greggory   | Nicolas       |
| Arielle Dombasle | Clarisse  | Huguette Faget    | La anticuaria |
| Thamila Mezbah   | La madre  | Denise Bailly     | La condesa    |
| Féodor Atkine    | Simon     | Catherine Réthi   | La cliente    |
| Vincent Gauthier | Claude    | Anne Mercier      | La secretaria |
| Sophie Renoir    | Lise      | Patrick Lambert   | El viajero    |
| Hervé Duhamel    | Frédéric  |                   |               |